# Leszno (Kutno)
Pour les articles homonymes, voir Leszno (homonymie).

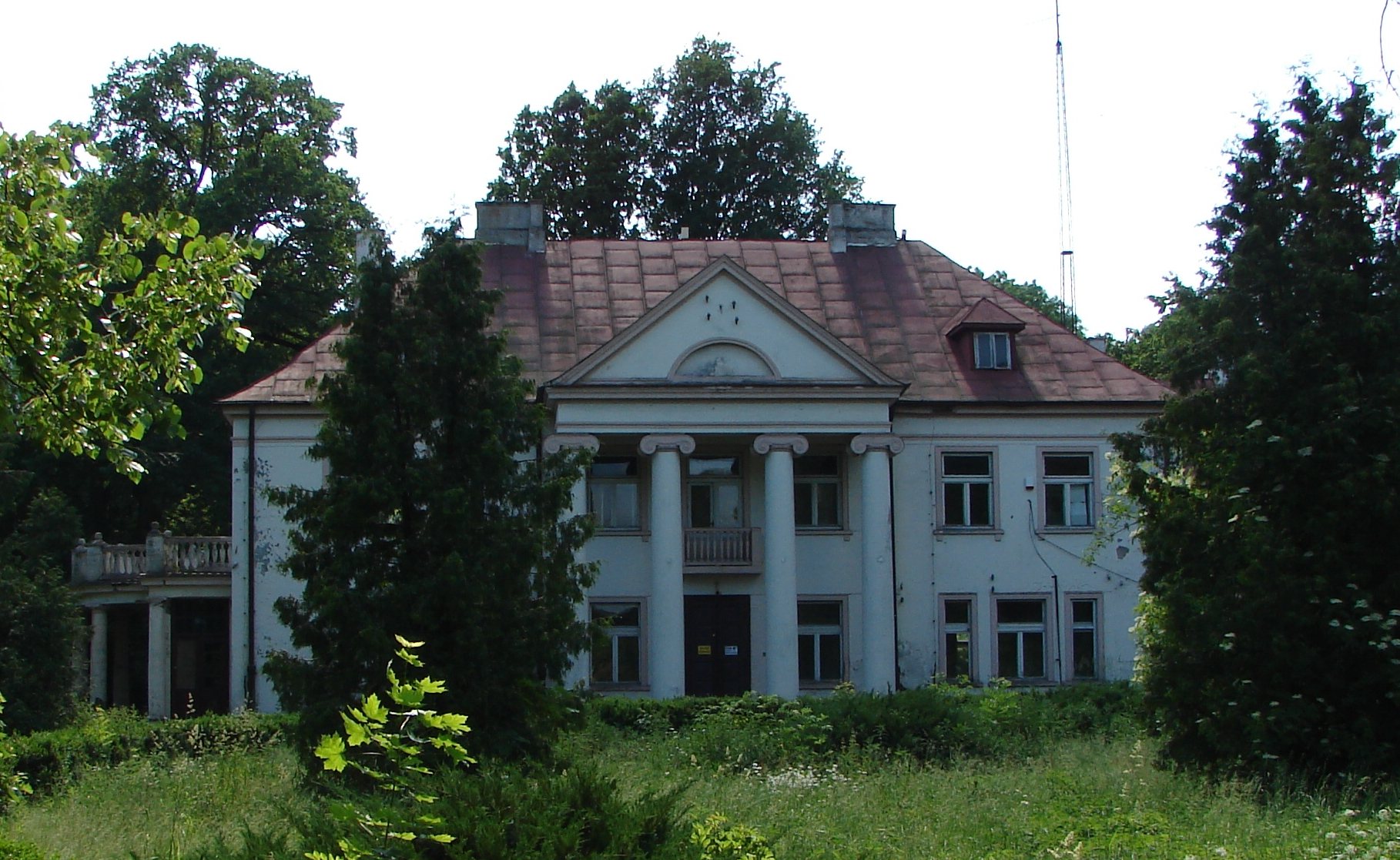
Le manoir du XIXe siècle.

Leszno (prononciation [ˈlɛʂnɔ]) est un village de la gmina de Kutno, du powiat de Kutno, dans la voïvodie de Łódź, situé dans le centre de la Pologne.
Il se situe à environ 7 kilomètres au sud-ouest de Kutno (siège de la gmina et du powiat) et 46 kilomètres au nord de Łódź (capitale de la voïvodie).

## Administration
De 1975 à 1998, le village était attaché administrativement à l'ancienne voïvodie de Płock.

Depuis 1999, il fait partie de la nouvelle voïvodie de Łódź.